# Esquerra Unida de les Illes Balears
Esquerra Unida de les Illes Balears és un partit polític de les Illes Balears que forma part d'Izquierda Unida a nivell estatal. El novembre de 1996 es va inscriure al registre de partits, tot i que des de 1986 ja es presentava amb les sigles d'Esquerra Unida federal. Alguns dels seus dirigents més coneguts són Eberhard Grosske i Manolo Cámara.

## Història
El 14 de febrer de 2009, David Abril fou elegit coordinador general d'EUIB amb el 82% dels vots del Consell Polític Interinsular en substitució de l'anterior coordinador, Miquel Ramón. El nou coordinador declarà l'inici d'un procés de refundació del partit, en paral·lel al que es pretenia dur a terme a nivell estatal, per crear una nova organització. Aquesta refundació arribà el 5 de juny de 2010 en què EUIB acorda la seva dissolució i constitució d'un nou partit amb el nom d'Esquerra Alternativa i Verda (EAiV) i amb Albert Aguilera Hermida com a coordinador. Poc abans d'aquest canvi d'etapa a EUIB, es produïa la dimissió de David Abril com a coordinador general i la seva sortida del partit, junt a l'ex-coordinador general Miquel Rosselló i el corrent crític Esquerra XXI liderat per la Consellera d'Afers Socials Fina Santiago i que culminà amb la creació d'Iniciativa d'Esquerres com a partit independent.
A les eleccions municipals i autonòmiques de l'any següent EUIB, que s'hi presentava en solitari, perdé la seva representació parlamentària, al Consell Insular de Mallorca, i a l'Ajuntament de Palma.

## Esquerra Unida de Mallorca
Esquerra Unida de Mallorca és l'agrupació insular mallorquina de la federació Esquerra Unida de les Illes Balears. Esquerra Unida de Mallorca és una organització insular que actua políticament de manera sobirana en el seu àmbit territorial, articulant-se políticament amb Esquerra de Menorca i Esquerra Unida d'Eivissa i Formentera, dins de la federació Esquerra Unida de les Illes Balears. Esquerra Unida de Mallorca és una organització política autònoma que, en el marc d'Esquerra Unida de les Illes Balears, està dotada dels seus propis òrgans de govern i té plena capacitat jurídica d'actuació en l'àmbit de les seves competències.

## Esquerra de Menorca
Esquerra de Menorca - Esquerra Unida Illes Balears (EM-EUIB) és la marca electoral amb què concorre a les eleccions autonòmiques, insulars i locals l'agrupació menorquina d'Esquerra Unida de les Illes Balears, la federació balear d'Esquerra Unida.
Esquerra Unida a Menorca i el Partit Socialista de Menorca van mantenir un acord estable entre 1987 i 1994, denominat Entesa de l'Esquerra de Menorca, que va obtenir dos representants al Parlament de les Illes Balears i al Consell Insular de Menorca a les eleccions de 1987 i 1991, tots dos del PSM.
Després de la ruptura de l'acord, es varen presentar en solitari, sota la denominació d’Esquerra Unida a les eleccions de 1995, obtenint un diputat al Parlament i al Consell de Menorca. A les següents eleccions (1999) varen concórrer en coalició amb Els Verds de Menorca, revalidant l'escó al Parlament i al Consell Insular de Menorca. La coalició amb Els Verds es va trencar el 2002.
L’any 2010, Pablo Jiménez substitueix Antoni Carrillos com a coordinador insular d'Esquerra de Menorca-Esquerra Unida Illes Balears (EM-EUIB).
Pablo Jiménez (Casablanca, 1954), llicenciat en Geografia, era aleshores el portaveu de la campanya 'Menorca No al TTIP', a més de ser membre de la campanya estatal 'No al TTIP'. A banda, també havia format part de l'Àrea Federal de Medi Ambient d'Esquerra Unida, a més d'haver desenvolupat la major part de la seva ocupació professional al sector ambiental.
Posteriorment, a les Eleccions al Parlament de les Illes Balears celebrades el 26 de maig de 2019, que donaren lloc a l'inici de la X legislatura, varen suposar també l’entrada del coordinador d’Esquerra de Menorca, Pablo Jiménez, al Parlament balear, com a diputat per Menorca del Grup Parlamentari d'Unides Podem (Podem + EUIB).

## Coordinadors generals
- Eberhard Grosske Fiol (1991 - 2002)
- Miquel Rosselló del Rosal (2002 - 2005)
- Miquel Ramón Juan (2005 - 2009)
- David Abril Hervás (2009 - 2010)
- Albert Aguilera Hermida (2010)
- Manel Carmona Casilda (2010 - 2016)
- Juan José Martínez Riera (2016 - actualitat)

## Resultats electorals

### Parlament de les Illes Balears
| Any  | Líder                 | Vots                         | %                            | Escons | +/- |
| ---- | --------------------- | ---------------------------- | ---------------------------- | ------ | --- |
| 1987 |                       | 7.403                        | 2,22                         | 0 / 59 | Nou |
| 1991 | Eberhard Grosske      | 7.741                        | 2,28                         | 0 / 59 | =   |
| 1995 | Eberhard Grosske      | 24.820                       | 6,61                         | 3 / 59 | 3   |
| 1999 | Eberhard Grosske      | Coalició EU-V                | Coalició EU-V                | 2 / 59 | 1   |
| 2003 | Miquel Rosselló       | Coalició EU-V                | Coalició EU-V                | 1 / 59 | 1   |
| 2007 | Miquel Ramón          | Com EM-EU, a BxM, i PSOE-ExC | Com EM-EU, a BxM, i PSOE-ExC | 1 / 59 | =   |
| 2011 | Manel Carmona Casilda | 11.184                       | 2,65                         | 0 / 59 | 1   |
| 2015 | Manel Carmona Casilda | Dins de Guanyem              | Dins de Guanyem              | 0 / 59 | =   |
| 2019 | Juan José Martínez    | Dins Unides Podem            | Dins Unides Podem            | 1 / 59 | 1   |
| 2023 | Juan José Martínez    | Dins Unides Podem            | Dins Unides Podem            | 0 / 59 | 1   |

### Parlament Europeu
| Any  | Candidatura              | Vots   | %     | Pos. |
| ---- | ------------------------ | ------ | ----- | ---- |
| 1987 | IU                       | 7.389  | 2,21  | 6è   |
| 1989 | IU                       | 8.205  | 3,46  | 6è   |
| 1994 | IU                       | 28.782 | 9,87  | 3r   |
| 1999 | EU                       | 13.538 | 3,75  | 5è   |
| 2004 | EUIB                     | 6.167  | 2,36  | 6è   |
| 2009 | EUIB - Verds: l'Esquerra | 6.756  | 2,62  | 6è   |
| 2014 | EUIB: l'Esquerra Plural  | 23.928 | 8,86  | 4t   |
| 2019 | Units Podem (Podem-EUIB) | 43.988 | 10,50 | 4t   |
| 2024 | Sumar                    | 13,964 | 4.36  | 6è   |